# Cheilotrichia perflavens
Cheilotrichia perflavens là một loài ruồi trong họ Limoniidae. Chúng phân bố ở miền Tân bắc.